# 1971年南アフリカグランプリ
1971年南アフリカグランプリ (1971 South African Grand Prix, アフリカーンス語：Vyfde AA Suid-Afrikaanse Grand Prix) は、1971年のF1世界選手権の開幕戦として、1971年3月6日にキャラミで開催された。
レースはフェラーリのマリオ・アンドレッティが優勝した。

## レース前
開幕前の1月24日にオスカル・ガルベス・サーキットで行われた非選手権レースのアルゼンチンGPで、マトラに移籍したばかりのクリス・エイモンが優勝して幸先のいいスタートを切ったが、チームメイトのジャン＝ピエール・ベルトワーズはその2週間前の1月10日に同サーキットで行われたスポーツカー世界選手権の開幕戦ブエノスアイレス1000kmレースでマトラ・MS660を止めたところにフェラーリ・312PBを駆るイグナツィオ・ギュンティが激突し、ギュンティは命を落とした。ベルトワーズはこの事故の責任を問われ、裁判所で15日間拘留された後、過失致死罪で告発された。ベルトワーズは保釈金を支払ってフランスに帰国したが、フランス自動車競技連盟(FFAS)に3ヶ月間のライセンス停止の裁定を受けた。

## エントリー

### 主要チーム
前年の終盤5戦のうち4戦で優勝したフェラーリはV型8気筒のフォード・コスワース・DFVエンジン搭載車よりも圧倒的であり、シーズン開幕前はエースのジャッキー・イクスがチャンピオンの最有力候補と予想されていた。強力な水平対向12気筒エンジンにも改良の手を加えるとともに、新車312B2の制作にも着手した。312B2は開幕前のテストで初披露されたが、クレイ・レガツォーニがテスト中に312B2を激しくクラッシュさせたため、本レースからの投入は見送られた。ドライバーラインナップもエースのイクスと前年に衝撃的なデビューを果たしたレガツォーニに加え、アメリカでのレースがない場合にマリオ・アンドレッティが参加するという強力な布陣であった。前年のチャンピオンチームであるロータスは若いエマーソン・フィッティパルディとレイネ・ウィセルが残留し、前年に登場した72Cを走らせる傍ら、プラット・アンド・ホイットニー製のガスタービンエンジンを搭載する四輪駆動車56Bの設計も進行していた。前年のシーズン終盤にコンストラクターとしてデビューを果たしたティレルはジャッキー・スチュワートとフランソワ・セベールが残留し、前年はスチュワートのみに自製マシン001が与えられたが、長身のセベール用にホイールベースを延長した002が用意された。前年に大々的に新規参入してコンストラクターズランキング3位となったマーチはドライバーラインナップをロニー・ピーターソン、アンドレア・デ・アダミッチ、アレックス・ソラー＝ロイグに一新した。新車711はユニークな曲線フォルムとノーズの先端に載せられたテーブル状のウィングが設置される個性的なスタイルであった。エンジンはピーターソンとソラー＝ロイグがDFVを、デ・アダミッチのみアルファロメオ(V8)を使用する。ジャック・ブラバムが前年をもって引退し、共同創設者のロン・トーラナックに後事を託されたブラバムはベテランのグラハム・ヒルが加入し、本レースのみ地元出身のデイヴ・チャールトンがラッキーストライクの支援を得てスポット参戦する。マクラーレンはデニス・ハルムとピーター・ゲシンが残留し、ライジングレートサスペンションが特徴の新車M19Aをハルムが走らせる（ゲシンは前年型のM14A）。BRMはエースのペドロ・ロドリゲスが残留し、マーチから移籍のジョー・シフェールと新人ハウデン・ガンレイが加わった。マシンは前年型P153の改良版でチゼル（鑿）ノーズが特徴の新車P160が投入された。マトラはジャン＝ピエール・ベルトワーズが残留し、マーチから移籍のクリス・エイモンが加入した。ベルトワーズは前記の通りライセンスの停止により欠場を余儀なくされた。マシンは前年型MS120の改良版であるMS120Bを使用する。サーティースは前年をもってチーム活動を終えたロブ・ウォーカー・レーシングチームと、同チームのスポンサーであったブルックボンド/オクソの支援を受け、オーナーのジョン・サーティースが自ら設計したTS7の改良熟成型TS9を走らせる。2台目にはアウト・モトール・ウント・シュポルトとアイフェラント・キャラバンのスポンサーを得たロルフ・シュトメレンがブラバムから移籍してきた。これに加えて本レースのみブライアン・レッドマンがTS7でスポット参戦する。

### プライベートチーム
ウィリアムズはシャシーをマーチに切り替え、アンリ・ペスカロロを走らせる。ベテランのヨアキム・ボニエは自身のチームからマクラーレン・M7Cを走らせる。本レースのみ参加するチーム・ガンストンはジョン・ラブがマーチ・701を、ジャッキー・プレトリウスがブラバム・BT26Aを走らせる。

### タイヤ
1960年代にF1を支えたダンロップが前年をもって撤退し、アメリカのグッドイヤーとファイアストンがしのぎを削る構図ができあがった。前年にダンロップを使用していたティレルはグッドイヤー、BRMはファイアストンに変更した。特にティレルはシーズン開始前からグッドイヤーのタイヤ開発に深く関与した。

### エントリーリスト
| チーム                                                     | No. | ドライバー                       | コンストラクター | シャシー | エンジン                         | タイヤ |
| ---------------------------------------------------------- | --- | -------------------------------- | ---------------- | -------- | -------------------------------- | ------ |
| ゴールドリーフ・チーム・ロータス                           | 2   | エマーソン・フィッティパルディ   | ロータス         | 72C      | フォード・コスワース DFV 3.0L V8 | F      |
| ゴールドリーフ・チーム・ロータス                           | 3   | レイネ・ウィセル                 | ロータス         | 72C      | フォード・コスワース DFV 3.0L V8 | F      |
| スクーデリア・フェラーリ SpA SEFAC                         | 4   | ジャッキー・イクス               | フェラーリ       | 312B     | フェラーリ 001 3.0L F12          | F      |
| スクーデリア・フェラーリ SpA SEFAC                         | 5   | クレイ・レガツォーニ             | フェラーリ       | 312B     | フェラーリ 001 3.0L F12          | F      |
| スクーデリア・フェラーリ SpA SEFAC                         | 6   | マリオ・アンドレッティ           | フェラーリ       | 312B     | フェラーリ 001 3.0L F12          | F      |
| STP・マーチ・レーシングチーム                              | 7   | ロニー・ピーターソン             | マーチ           | 711      | フォード・コスワース DFV 3.0L V8 | F      |
| STP・マーチ・レーシングチーム                              | 26  | アレックス・ソラー＝ロイグ       | マーチ           | 711      | フォード・コスワース DFV 3.0L V8 | F      |
| STP・マーチ・レーシングチーム                              | 8   | アンドレア・デ・アダミッチ       | マーチ           | 711      | アルファロメオ T33 3.0L V8       | F      |
| エルフ・チーム・ティレル                                   | 9   | ジャッキー・スチュワート         | ティレル         | 001      | フォード・コスワース DFV 3.0L V8 | G      |
| エルフ・チーム・ティレル                                   | 10  | フランソワ・セベール             | ティレル         | 002      | フォード・コスワース DFV 3.0L V8 | G      |
| ブルース・マクラーレン・モーターレーシング                 | 11  | デニス・ハルム                   | マクラーレン     | M19A     | フォード・コスワース DFV 3.0L V8 | G      |
| ブルース・マクラーレン・モーターレーシング                 | 12  | ピーター・ゲシン                 | マクラーレン     | M14A     | フォード・コスワース DFV 3.0L V8 | G      |
| モーターレーシング・ディベロップメンツ・リミテッド         | 14  | グラハム・ヒル                   | ブラバム         | BT33     | フォード・コスワース DFV 3.0L V8 | G      |
| モーターレーシング・ディベロップメンツ・リミテッド         | 15  | デイヴ・チャールトン             | ブラバム         | BT33     | フォード・コスワース DFV 3.0L V8 | G      |
| ヤードレー・チーム・BRM                                    | 16  | ペドロ・ロドリゲス               | BRM              | P160     | BRM P142 3.0L V12                | F      |
| ヤードレー・チーム・BRM                                    | 17  | ジョー・シフェール               | BRM              | P153     | BRM P142 3.0L V12                | F      |
| ヤードレー・チーム・BRM                                    | 27  | ハウデン・ガンレイ               | BRM              | P153     | BRM P142 3.0L V12                | F      |
| エキップ・マトラ・スポール                                 | 18  | ジャン＝ピエール・ベルトワーズ 1 | マトラ           | MS120B   | マトラ MS71 3.0L V12             | G      |
| エキップ・マトラ・スポール                                 | 19  | クリス・エイモン                 | マトラ           | MS120B   | マトラ MS71 3.0L V12             | G      |
| ブルックボンド・オクソ・チーム・サーティース               | 20  | ジョン・サーティース             | サーティース     | TS9      | フォード・コスワース DFV 3.0L V8 | F      |
| アウト・モトール・ウント・シュポルト・チーム・サーティース | 21  | ロルフ・シュトメレン             | サーティース     | TS7      | フォード・コスワース DFV 3.0L V8 | F      |
| チーム・サーティース                                       | 28  | ブライアン・レッドマン           | サーティース     | TS7      | フォード・コスワース DFV 3.0L V8 | F      |
| フランク・ウィリアムズ・レーシングカーズ                   | 22  | アンリ・ペスカロロ               | マーチ           | 701      | フォード・コスワース DFV 3.0L V8 | F      |
| エキュリー・ボニエ                                         | 23  | ヨアキム・ボニエ                 | マクラーレン     | M7C      | フォード・コスワース DFV 3.0L V8 | G      |
| チーム・ガンストン                                         | 24  | ジョン・ラブ                     | マーチ           | 701      | フォード・コスワース DFV 3.0L V8 | G      |
| チーム・ガンストン                                         | 25  | ジャッキー・プレトリウス         | ブラバム         | BT26A    | フォード・コスワース DFV 3.0L V8 | G      |
| ソース:                                                    |     |                                  |                  |          |                                  |        |

追記
- ^1 - ベルトワーズはライセンス停止中のため欠場[4]

## 予選
ジャッキー・スチュワートが練習走行から速さを見せ、2番手のクリス・エイモンに0.6秒差を付けてポールポジションを獲得した。3番手のクレイ・レガツォーニがスチュワートとエイモンとともにフロントローに並ぶ。マリオ・アンドレッティはエマーソン・フィッティパルディと2列目を得て、ジョン・サーティース、デニス・ハルム、ジャッキー・イクスは3列目に並ぶ。地元出身のデイヴ・チャールトンは12番手に入る健闘を見せた。

### 予選結果
| 順位    | No. | ドライバー                     | コンストラクター      | タイム | 差   | グリッド |
| ------- | --- | ------------------------------ | --------------------- | ------ | ---- | -------- |
| 1       | 9   | ジャッキー・スチュワート       | ティレル-フォード     | 1:17.8 | -    | 1        |
| 2       | 19  | クリス・エイモン               | マトラ                | 1:18.4 | +0.6 | 2        |
| 3       | 5   | クレイ・レガツォーニ           | フェラーリ            | 1:18.7 | +0.9 | 3        |
| 4       | 6   | マリオ・アンドレッティ         | フェラーリ            | 1:19.0 | +1.2 | 4        |
| 5       | 2   | エマーソン・フィッティパルディ | ロータス-フォード     | 1:19.1 | +1.3 | 5        |
| 6       | 20  | ジョン・サーティース           | サーティース-フォード | 1:19.1 | +1.3 | 6        |
| 7       | 11  | デニス・ハルム                 | マクラーレン-フォード | 1:19.1 | +1.3 | 7        |
| 8       | 4   | ジャッキー・イクス             | フェラーリ            | 1:19.2 | +1.4 | 8        |
| 9       | 10  | フランソワ・セベール           | ティレル-フォード     | 1:19.2 | +1.4 | 9        |
| 10      | 16  | ペドロ・ロドリゲス             | BRM                   | 1:19.3 | +1.5 | 10       |
| 11      | 12  | ピーター・ゲシン               | マクラーレン-フォード | 1:19.6 | +1.8 | 11       |
| 12      | 15  | デイヴ・チャールトン           | ブラバム-フォード     | 1:19.8 | +2.0 | 12       |
| 13      | 7   | ロニー・ピーターソン           | マーチ-フォード       | 1:19.9 | +2.1 | 13       |
| 14      | 3   | レイネ・ウィセル               | ロータス-フォード     | 1:19.9 | +2.1 | 14       |
| 15      | 21  | ロルフ・シュトメレン           | サーティース-フォード | 1:20.1 | +2.3 | 15       |
| 16      | 17  | ジョー・シフェール             | BRM                   | 1:20.2 | +2.4 | 16       |
| 17      | 28  | ブライアン・レッドマン         | サーティース-フォード | 1:20.2 | +2.4 | 17       |
| 18      | 22  | アンリ・ペスカロロ             | マーチ-フォード       | 1:20.2 | +2.4 | 18       |
| 19      | 14  | グラハム・ヒル                 | ブラバム-フォード     | 1:20.5 | +2.7 | 19       |
| 20      | 25  | ジャッキー・プレトリウス       | ブラバム-フォード     | 1:21.7 | +3.9 | 20       |
| 21      | 24  | ジョン・ラブ                   | マーチ-フォード       | 1:21.9 | +4.1 | 21       |
| 22      | 8   | アンドレア・デ・アダミッチ     | マーチ-アルファロメオ | 1:22.2 | +4.4 | 22       |
| 23      | 23  | ヨアキム・ボニエ               | マクラーレン-フォード | 1:22.3 | +4.5 | 23       |
| 24      | 27  | ハウデン・ガンレイ             | BRM                   | 1:23.7 | +5.9 | 24       |
| 25      | 26  | アレックス・ソラー＝ロイグ     | マーチ-フォード       | 1:25.8 | +8.0 | 25       |
| ソース: |     |                                |                       |        |      |          |

## 決勝
スタートでクレイ・レガツォーニが首位に立つ一方、ジャッキー・スチュワートとクリス・エイモンは大きく出遅れた。エマーソン・フィッティパルディ、ジャッキー・イクス、デニス・ハルム、ペドロ・ロドリゲス、マリオ・アンドレッティがレガツォーニに続き、スチュワートはその後方を走る。ジョン・サーティースもスタートに失敗して11位、エイモンは14位まで順位を落とした。ハルムは4周目にフィッティパルディを抜いて2位に浮上し、17周目にはレガツォーニを抜いてから首位を独走していく。レガツォーニはハルムに抜かれてからしばらく2位を走行していたが、サーティースとアンドレッティにも抜かれた。数周後にアンドレッティがサーティースを抜いて2位に浮上した。レースも残り4周となったところで、首位を走行するハルムのマクラーレン・M19Aの後部が横に流れ始めた。サスペンションからボルトが外れたのが原因で、ハルムは優勝を目前にピットインを余儀なくされた。これでアンドレッティが首位に立ち、F1初勝利を挙げた。スチュワートはレース終盤までにサーティースとレガツォーニを抜いて2位でフィニッシュした。レガツォーニが3位で、フェラーリは表彰台の2つを占めた。4位のレイネ・ウィセルまでがアンドレッティと同一周回で、エイモンが5位、修理を終えてコースに復帰したハルムは6位に終わった。

### レース結果
| 順位    | No. | ドライバー                     | コンストラクター      | 周回数 | タイム/リタイア原因 | グリッド | ポイント |
| ------- | --- | ------------------------------ | --------------------- | ------ | ------------------- | -------- | -------- |
| 1       | 6   | マリオ・アンドレッティ         | フェラーリ            | 79     | 1:47:35.5           | 4        | 9        |
| 2       | 9   | ジャッキー・スチュワート       | ティレル-フォード     | 79     | +20.9               | 1        | 6        |
| 3       | 5   | クレイ・レガツォーニ           | フェラーリ            | 79     | +31.4               | 3        | 4        |
| 4       | 3   | レイネ・ウィセル               | ロータス-フォード     | 79     | +1:09.4             | 14       | 3        |
| 5       | 19  | クリス・エイモン               | マトラ                | 78     | +1 Lap              | 2        | 2        |
| 6       | 11  | デニス・ハルム                 | マクラーレン-フォード | 78     | +1 Lap              | 7        | 1        |
| 7       | 28  | ブライアン・レッドマン         | サーティース-フォード | 78     | +1 Lap              | 17       |          |
| 8       | 4   | ジャッキー・イクス             | フェラーリ            | 78     | +1 Lap              | 8        |          |
| 9       | 14  | グラハム・ヒル                 | ブラバム-フォード     | 77     | +2 Laps             | 19       |          |
| 10      | 7   | ロニー・ピーターソン           | マーチ-フォード       | 77     | +2 Laps             | 13       |          |
| 11      | 22  | アンリ・ペスカロロ             | マーチ-フォード       | 77     | +2 Laps             | 18       |          |
| 12      | 21  | ロルフ・シュトメレン           | サーティース-フォード | 77     | +2 Laps             | 15       |          |
| 13      | 8   | アンドレア・デ・アダミッチ     | マーチ-アルファロメオ | 75     | +4 Laps             | 22       |          |
| Ret     | 2   | エマーソン・フィッティパルディ | ロータス-フォード     | 58     | エンジン            | 5        |          |
| Ret     | 20  | ジョン・サーティース           | サーティース-フォード | 56     | ギアボックス        | 6        |          |
| Ret     | 10  | フランソワ・セベール           | ティレル-フォード     | 45     | アクシデント        | 9        |          |
| Ret     | 27  | ハウデン・ガンレイ             | BRM                   | 42     | 体調不良            | 24       |          |
| Ret     | 16  | ペドロ・ロドリゲス             | BRM                   | 33     | オーバーヒート      | 10       |          |
| Ret     | 15  | デイヴ・チャールトン           | ブラバム-フォード     | 31     | エンジン            | 16       |          |
| Ret     | 17  | ジョー・シフェール             | BRM                   | 31     | オーバーヒート      | 12       |          |
| Ret     | 24  | ジョン・ラブ                   | マーチ-フォード       | 30     | ディファレンシャル  | 21       |          |
| Ret     | 25  | ジャッキー・プレトリウス       | ブラバム-フォード     | 22     | エンジン            | 20       |          |
| Ret     | 12  | ピーター・ゲシン               | マクラーレン-フォード | 7      | 燃料漏れ            | 11       |          |
| Ret     | 23  | ヨアキム・ボニエ               | マクラーレン-フォード | 5      | サスペンション      | 23       |          |
| Ret     | 26  | アレックス・ソラー＝ロイグ     | マーチ-フォード       | 5      | エンジン            | 25       |          |
| ソース: |     |                                |                       |        |                     |          |          |

優勝者マリオ・アンドレッティの平均速度
180.804 km/h (112.346 mph)
ファステストラップ
- マリオ・アンドレッティ - 1:20.3（73周目）

ラップリーダー
太字は最多ラップリーダー
- クレイ・レガツォーニ - 16周 (1-16)
- デニス・ハルム - 59周 (17-75)
- マリオ・アンドレッティ - 4周 (76-79)

達成された主な記録
- ドライバー
  - 初優勝/初ファステストラップ: マリオ・アンドレッティ - デビューから10戦目[注 4]。フェラーリでは唯一の優勝[4][22]。
  - 初出走: アレックス・ソラー＝ロイグ（英語版）[23][注 5]、ハウデン・ガンレイ[24]
  - 出走50戦目: ペドロ・ロドリゲス[4]
  - 出走100戦目: ジョン・サーティース[4]
- コンストラクター
  - 初表彰台/初入賞/初完走: ティレル[25]

## 第1戦終了時点のランキング
| 順位    | ドライバー               | ポイント |
| ------- | ------------------------ | -------- |
| 1       | マリオ・アンドレッティ   | 9        |
| 2       | ジャッキー・スチュワート | 6        |
| 3       | クレイ・レガツォーニ     | 4        |
| 4       | レイネ・ウィセル         | 3        |
| 5       | クリス・エイモン         | 2        |
| ソース: |                          |          |

| 順位    | コンストラクター      | ポイント |
| ------- | --------------------- | -------- |
| 1       | フェラーリ            | 9        |
| 2       | ティレル-フォード     | 6        |
| 3       | ロータス-フォード     | 3        |
| 4       | マトラ                | 2        |
| 5       | マクラーレン-フォード | 1        |
| ソース: |                       |          |

- 注:  トップ5のみ表示。前半6戦のうちベスト5戦及び後半5戦のうちベスト4戦がカウントされる。